# Zhang Li (Speerwerferin, 1989)
Zhang Li (chinesisch 張 莉 / 张 莉, Pinyin Zhāng Lì; * 17. Januar 1989 in Jiangxi) ist eine chinesische Speerwerferin.

## Sportliche Laufbahn
Erste internationale Erfahrungen sammelte Zhang Li 2005 bei den Jugendweltmeisterschaften in Marrakesch, bei denen sie mit einer Weite von 56,66 m die Goldmedaille gewann. Anschließend nahm sie erstmals an den Asienspielen in Incheon teil und belegte dort mit 54,11 m den fünften Platz. Im Jahr darauf erreichte sie bei den Juniorenweltmeisterschaften in Peking mit einem Wurf auf 57,52 m Rang vier und 2007 siegte sie bei den Militärweltspielen in Hyderabad mit 59,96 m. Bei den Leichtathletik-Juniorenweltmeisterschaften 2008 in Bydgoszcz belegte sie mit 56,68 m Platz vier und in diesem Jahr qualifizierte sie sich auch für die Olympischen Spiele in Peking, bei denen sie mit 56,14 m im Finale auf den neunten Platz gelangte. 2009 gewann sie bei den Ostasienspielen in Hongkong mit einer Weite von 58,12 m die Silbermedaille und musste sich dabei nur ihrer Landsfrau Liu Chunhua geschlagen geben. 
2012 nahm sie erneut an den Olympischen Spielen in London teil, schied diesmal aber mit 58,35 m in der Qualifikation aus, wie auch bei den Weltmeisterschaften in Moskau im Jahr darauf mit 60,16 m. Zuvor klassierte sie sich bei den Asienmeisterschaften in Pune mit 53,85 m auf dem fünften Platz. 2014 wurde sie mit 59,27 m Sechste beim Continental-Cup in Marrakesch und siegte bei den Asienspielen in Incheon mit ihrer persönlichen Bestleistung von 65,47 m. Im Jahr darauf nahm sie erneut an den Weltmeisterschaften in Peking teil, schied mit 61,80 m aber erneut in der Qualifikation aus, ehe sie bei den Militärweltspielen im südkoreanischen Mungyeong mit 62,95 m zum zweiten Mal die Goldmedaille gewann. Auch bei den Militärweltspielen 2019 in Wuhan siegte sie mit 63,06 m.